# Aulolaimus mowhitius
Aulolaimus mowhitius is een rondwormensoort uit de familie van de Aulolaimidae. De wetenschappelijke naam van de soort is voor het eerst geldig gepubliceerd in 1968 door Yeates.